# Константінос Кентеріс
Константінос Кентеріс (грец. Κωνσταντίνος Κεντέρης; нар. 11 липня 1973, Мітилена, Греція) — грецький легкоатлет, що спеціалізується на спринті, олімпійський чемпіон 2000 року, чемпіон світу та Європи.

## Кар'єра
| Рік                | Змагання                      | Місто              | Місце              | Дисципліна            | Примітки           |
| Представник Греція | Представник Греція            | Представник Греція | Представник Греція | Представник Греція    | Представник Греція |
| ------------------ | ----------------------------- | ------------------ | ------------------ | --------------------- | ------------------ |
| 1996               | Чемпіонат Європи в приміщенні | Стокгольм, Швеція  | 3 (забіги)         | біг на 400 метрів     | 48.20              |
| 1998               | Чемпіонат Європи              | Будапешт, Угорщина | півфінал           | біг на 400 метрів     | 45.74              |
| 1999               | Чемпіонат світу в приміщенні  | Маебасі, Японія    | 4 (забіги)         | біг на 400 метрів     | 47.35 м            |
| 1999               | Чемпіонат світу               | Севілья, Іспанія   | —                  | біг на 200 метрів     | DNS                |
| 2000               | Чемпіонат Європи в приміщенні | Гент, Бельгія      | 5                  | біг на 200 метрів     | 21.79              |
| 2000               | Олімпійські ігри              | Сідней, Австралія  | 1                  | біг на 200 метрів     | 20.09              |
| 2000               | Олімпійські ігри              | Сідней, Австралія  | 5 (півфінал)       | естафета 4×100 метрів | 38.80              |
| 2001               | Чемпіонат світу               | Едмонтон, Канада   | 1                  | біг на 200 метрів     | 20.04              |
| 2002               | Чемпіонат Європи              | Мюнхен, Німеччина  | 1                  | біг на 200 метрів     | 19.85              |